# Стража (Сучава)
Стража (рум. Straja) насеље је у Румунији у округу Сучава у општини Стража. Oпштина се налази на надморској висини од 512 m.

## Становништво
Према подацима из 2002. године у насељу је живело 5341 становника, од којих су сви румунске националности.